# Avicularia gamba

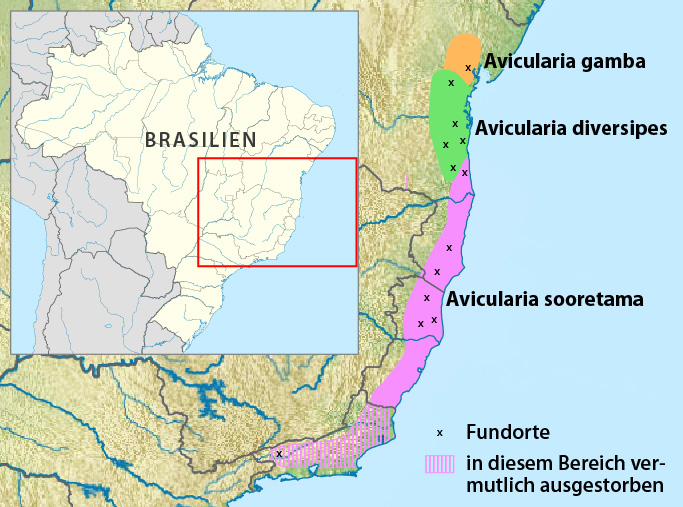

Avicularia gamba là một loài nhện trong họ Theraphosidae.
Loài này thuộc chi Avicularia. Avicularia gamba được miêu tả năm 2009 bởi Bertani & Fukushima.